# الفرد (نجم)

الفرد أو ألفا الشجاع (بالإنجليزية: α Hydrae)‏، اسمه التقليدي (بالإنجليزية: Alphard)‏ مشتق من الاسم العربي، وهو ألمع نجم في كوكبة الشجاع. تبلغ كتلته ثلاث أضعاف كتلة الشمس ويقدر عمر هذا النجم بـ 420 مليون سنة وقد تطور من مرحلة النسق الأساسي ليصبج نجم عملاق ينتمي إلى الفئة الطيفية K3 ويملك قدر ظاهري +1.98 ويبعد حوا الي 177 سنة ضوئية عن الأرض.